# Institute for Financial Research
The Institute for Financial Research (SIFR) (även benämnt Stockholm Institute for Financial Research och Swedish Institute for Financial Research) är ett forskningsinstitut med inriktning mot finansiell ekonomi i Stockholm. Forskningsinstitutet samarbetar med Handelshögskolan i Stockholm sedan 2006.

## Verksamhet
SIFR grundades år 2000. Institutet bedriver forskning inom finansiell ekonomi och har målsättningen att minska klyftan mellan akademisk forskning och praxis i finansbranschen. Under senare år har forskningen blivit viktigare för den finansiella sektorn som följd av att branschens produkter blivit mer avancerade. Den akademiska forskningen har blivit mer specialiserad och det har bildats en klyfta mellan den akademiska forskningen och dess kommersiella tillämpningar. SIFR önskar motverka denna klyfta genom egen forskning inom finansiell ekonomi, med inriktning mot områden där det går att finna praktiska tillämpningar. Institutet sprider sina forskningsresultat genom publikationer, seminarier och möten.

## Samarbete med Handelshögskolan i Stockholm
SIFR och Handelshögskolan i Stockholm inledde den 1 juli 2006 ett samarbete för att gemensamt skapa en internationellt ledande forskningsmiljö inom området finansiell ekonomi. Samarbetet innebär att Handelshögskolan tillför resurser till SIFR samt att forskare verksamma vid SIFR deltar i undervisningen vid Handelshögskolan. 
Docent Lars Bertmar, styrelseordförande för SIFR, sade ”Avtalet är ett viktigt led i ambitionen att göra Stockholm till en ledande finansplats i Europa."
Professor Magnus Dahlquist, föreståndare för SIFR, sade "Samarbetet stärker SIFRs akademiska plattform, vilket underlättar rekryteringen av internationellt framstående forskare. Vi har redan idag ett mycket aktivt gästforskarprogram där aktuella och intressanta frågor diskuteras. Genom samarbetet med Handelshögskolan kompletterar vi denna utåtriktade verksamhet och får större kontinuitet i den fasta kärnan av forskare.”
Handelshögskolans rektor professor Lars Bergman sade ”Handelshögskolans satsning på finansiell ekonomi konfirmeras genom samarbetet med SIFR. Detta är ännu ett steg i processen att göra Handelshögskolan till en av Europas ledande handelshögskolor, såväl inom grundutbildning som inom forskar- och vidareutbildning.”

## Finansiering
Verksamheten vid SIFR finansieras genom Stiftelsen för finansforskning, vilken bygger på donationer från svenska finansföretag.

### Donatorer
- AFA
- Alecta
- Alfred Berg
- AMF Pension
- Brummer & Partners
- Carnegie
- Danske Bank
- Handelsbanken
- Kapitalmarknadsgruppen
- Kommuninvest
- Landshypotek
- Länsförsäkringar
- Nordea
- Swedbank
- Svenska Fondhandlareföreningen
- Nasdaq OMX
- Handelshögskolan i Stockholm
- Sveriges riksbank
- Bankforskningsinstitutet
- Föreningsbankens Forskningsstiftelse
- Jan Wallanders och Tom Hedelius stiftelse
- Johan och Jakob Söderbergs stiftelse
- Ragnar Söderbergs stiftelse
- Riksbankens Jubileumsfond
- Torsten Söderbergs stiftelse